# Refugiații Războiului Civil Sirian
„Refugiații Războiului Civil Sirian” este denumirea comună dată miilor de oameni care s-au refugiat în țările vecine Siriei din cauza conflictului, începând cu 15 martie 2011, ziua în care a început Războiul Civil Sirian.

## Cronologie

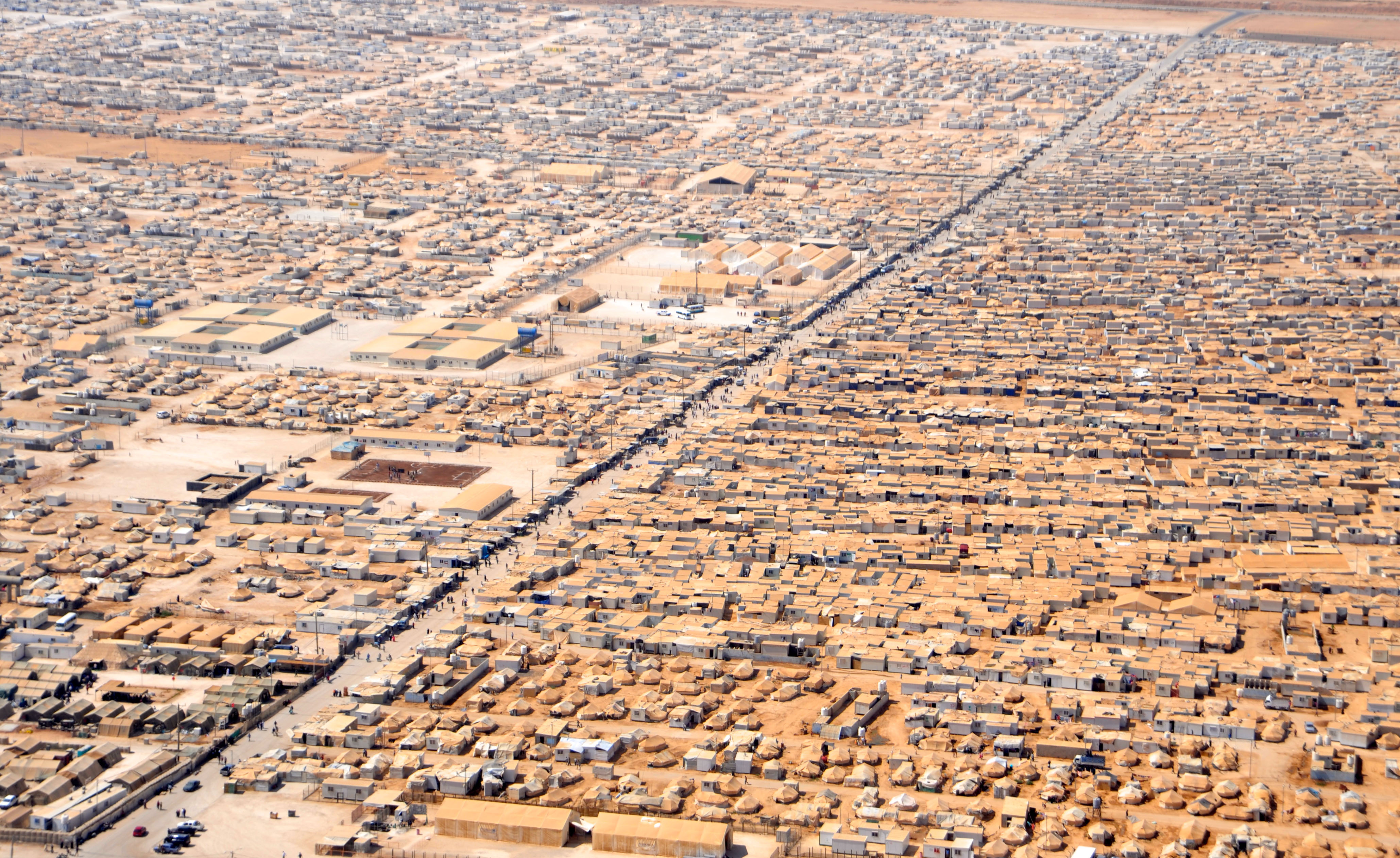
Tabăra de refugiați sirieni Zaatari, la 18 iulie 2013

În martie 2011 a început criza siriană. 5.000 de refugiați au plecat în Liban, devenind astfel refugiați. Două luni mai târziu se deschide prima tabără de refugiați în Turcia. În martie 2012, regiunea Bekaa din Liban, devine o destinație pentru mulți refugiați sirieni. O lună mai târziu, se deschide tabăra de refugiați sirieni Domiz, din Irak. În luna mai a aceluiași an, crește numărul de refugiați sirieni din Egipt. Două luni mai târziu, se deschide o tabără de refugiați sirieni și în Iordania, care este denumită Zaatari. În luna decembrie a aceluiași an, se pregătește Primul Plan Regional de Răspuns (RPP), pentru refugiații sirieni din Egipt, Iordania, Irak, Liban și Turcia. În martie 2013, numărul de refugiați sirieni a ajuns la un milion, numărul dublându-se în luna septembrie a aceluiași an. În luna ianuarie a anului 2014 s-a desfășurat o primă conferință de angajamente în capitala Kuweitului, Kuwait City. În luna aprilie a aceluiași an, numărul de refugiați sirieni din Liban, a ajuns la 1 milion. O conferință pentru a discuta problemele refugiaților sirieni a avut loc la Berlin, în decursul lunii octombrie a aceluiași an. În luna decembrie a aceluiași an a fost aprobat Primul Plan 3R (Planul Regional pentru Refugiați și Reziliență) În luna martie 2015 a avut loc a treia conferință pentru problemele refugiațiilor sirieni, în Kuwait City, urmând ca în luna iulie din același an, numărul refugiaților veniți din Siria, să ajungă la 4 milioane. În luna noiembrie din același an a avut loc Forumul pentru Dezvoltarea Rezilienței și este adoptată Agenda de Reziliență a Mării Moarte. O lună mai târziu, 490.280 de sirieni au ajuns în Europa pe mare. Un an mai târziu, în luna februarie, a avut loc încă o conferință pentru problemele refugiațiilor sirieni la Londra, iar o lună mai târziu a avut loc o conferință de responsabilizare globală la Geneva. În luna mai a avut loc Forumul Umanitar Internațional la Istanbul. În luna septembrie a avut loc un summit privind migrația și strămutarea la New York, iar în luna decembrie se aprobă planul 3R, pentru anii 2017-2018, care s-a implementat, la Geneva, un an mai târziu, în luna ianuarie 2017.

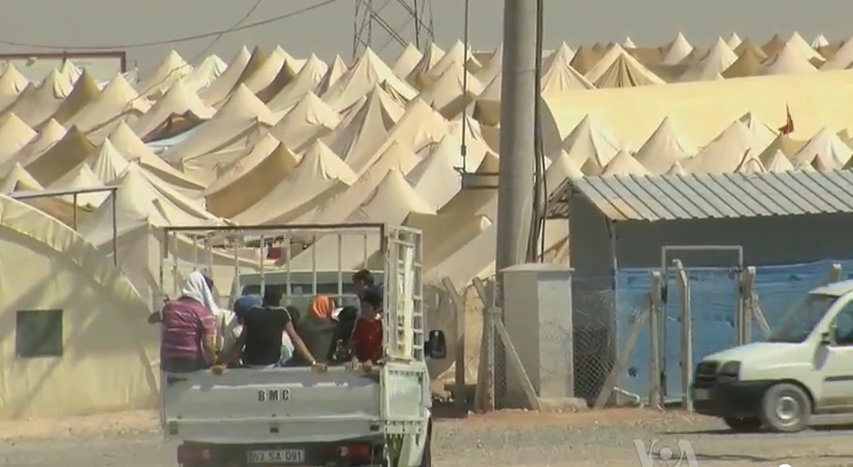
O tabără de refugiați situată la 80 de kilometri de Alep (Siria), chiar în interiorul graniței cu Turcia (3 august 2012)

În timpul conflictului sirian din 2011-2012, populația s-a confruntat cu lipsuri de alimente, combustibil, șomaj și adăposturi. Scăpând de violența conflictului, poporul sirian s-a refugiat în țările vecine, precum Turcia, Iordania, Liban sau Irak.
Pe măsură ce conflictele au devenit mai prelungite și mai violente, civilii au început să migreze către țările vecine în grupuri mari de 700-1000 de persoane, un val de migrație care continuă și astăzi. Numărul refugiaților crește în fiecare zi.
Peste 4 milioane de civili au căutat refugiu în țările vecine, inclusiv Turcia, Iordania, Irak, Liban, Guvernul Regional al Kurdistanului și Armenia, iar peste 3 milioane de civili au devenit refugiați în interiorul Siriei.
Recep Tayyip Erdoğan a anunțat în august 2013 că Turcia a cheltuit peste două miliarde de dolari pentru a găzdui refugiați. Conform datelor Președinției pentru Managementul Dezastrelor și Urgențelor (AFAD), numărul refugiaților sirieni care trăiesc în Turcia a depășit 600.000, iar peste 400.000 dintre aceștia locuiesc în afara taberelor de refugiați.
Refugiații care fug de războiul civil sirian încearcă să ajungă în țările europene prin diverse mijloace. După ce Germania a început să accepte refugiați, sute de mii de refugiați au ajuns ilegal în această țară în decurs de un an. Numărul refugiaților care au sosit în Germania numai în octombrie 2015 a fost anunțat la 180.000. Călătoria ilegală a refugiaților către Europa se termină uneori cu dezastre din cauza lipsei condițiilor de securitate și a lăcomiei piraților de a face mai mulți bani. Zeci de refugiați își pierd viața în timpul acestei călătorii în fiecare săptămână. Pe de altă parte, se afirmă că există atitudini negative față de refugiații sirieni în rândul publicului european. În acest context, rețelele sociale digitale devin un instrument și un loc de răspândire a discursului instigator la ură împotriva refugiaților sirieni prin comentarii.
Uniunea Europeană a fost de acord să ofere Turciei un ajutor financiar de 3 miliarde de euro, care va fi cheltuit pentru refugiați, în schimbul reducerii fluxului de refugiați în Europa, dar fluxul de ajutor a rămas limitat.

## Numărul de refugiați care au beneficiat de ajutor de-a lungul anilor (2016, 2017, 2018, 2019) și despre care se preconizează că vor primi ajutor[7]
| Țară     | Refugiat sirian înregistrat | Numărul total estimat de sirieni | Număr de sirieni estimat (2017) | Numărul de membri ai comunității care vor beneficia direct | Sirian înregistrat în decembrie 2018 | Numărul de beneficiari direcți în 2008 |
| -------- | --------------------------- | -------------------------------- | ------------------------------- | ---------------------------------------------------------- | ------------------------------------ | -------------------------------------- |
| Irak     | 227.971                     | 235.000                          | 235.000                         | 78.000                                                     | 240.000                              | 63.000                                 |
| Iordania | 655.883                     | 1.266.000                        | 640.000                         | 520.000                                                    | 637.000                              | 520.000                                |
| Liban    | 1.017.433                   | 1.500.000                        | 965.000                         | 1.000.000                                                  | 913.000                              | 1.000.000                              |
| Turcia   | 3.754.591                   | 5.000.000                        | 2.750.000                       | 1.636.000                                                  | 2.750.000                            | 1.800.000                              |
| Total    | 5.623.179                   | 7.401.000                        | 4.703.000                       | 4.434.600                                                  | 4.650.000                            | 4.885.000                              |